# ستيف يونكر
ستيف يونكر (بالألمانية: Steve Junker)‏ هو لاعب هوكي الجليد ألماني وكندي، ولد في 26 يونيو 1972 في كاستليغار في كندا.

## وصلات خارجية
- ستيف يونكر على موقع دوري الهوكي الوطني (الإنجليزية)
- ستيف يونكر على موقع EliteProspects.com (الإنجليزية)
- ستيف يونكر على موقع Eurohockey.com (الإنجليزية)
- ستيف يونكر على موقع HockeyDB.com (الإنجليزية)
- ستيف يونكر على موقع Hockey-Reference.com (الإنجليزية)